# 雄山荘
雄山荘（ゆうざんそう、大雄山荘）は、神奈川県小田原市下曽我にあった別荘である。

## 概要
1930年（昭和5年）春、東京の印刷会社社長・加来金升が接客用の別荘として建築した。
太平洋戦争中、太宰治の愛人・太田静子が親類のつてで、実母とともにこの雄山荘に疎開してきた。静子がここで暮らした日々を記した日記は、太宰の小説『斜陽』の元になった。1947年（昭和21年）2月21日に太宰が来訪し、24
日まで滞在。この間に、静子が後の太田治子を身ごもった。
1951年（昭和26年）に静子が去り、最後の借主となった俳人・林周平が1993年頃に去って以来、雄山荘は無人のままにされていた。太宰ファンらが4,000人の署名を集め、小田原市に雄山荘の買取と保存を要望したが、当時の所有者に売却の意志が無く、また、建物自体も老朽化が激しかったために叶わなかった。
2009年（平成21年）12月26日早朝、原因不明の出火により雄山荘は全焼した。小田原署は不審火の疑いもあると見て調べている。